# Kardiomiopatia restrykcyjna
Kardiomiopatia restrykcyjna, kardiomiopatia zaciskająca, kardiomiopatia ograniczająca – najrzadszy typ kardiomiopatii, w którym utrudnione jest rozciąganie włókien mięśnia sercowego oraz napełnianie krwią.
Rytm serca i jego kurczliwość mogą być w normie, ale sztywne ściany jam serca (przedsionki i komory) uniemożliwiają właściwe napełnianie. Z tego powodu przepływ krwi jest zmniejszony i mniejsza objętość krwi napełnia komory. Z czasem u pacjentów z kardiomiopatią restrykcyjną dochodzi do niewydolności serca. 

## Przyczyny
- włóknienie po radioterapii
- amyloidoza
- sarkoidoza
- naciek białaczkowy lub chłoniakowy

Przeczytaj ostrzeżenie dotyczące informacji medycznych i pokrewnych zamieszczonych w Wikipedii.